# Roosevelt Sykes
Pour les articles homonymes, voir Sykes.
Roosevelt Sykes, né le 31 janvier 1906 à Elmar (Arkansas) et mort le 11 juillet 1983 à La Nouvelle-Orléans, est un pianiste et chanteur de blues américain. On le surnomme parfois Honeydripper.

## Biographie
Il nait à Elmar l'Arkansas, et passe son enfance près de Helena, dans l'Arkansas. À l'âge de 15 ans, il commence à jouer
du piano, dans un style "blues barrelhouse" (que l'on peut traduire par "blues western") à différents endroits. Il finit par se fixer dans la région de Saint Louis (Missouri), où il rencontre le musicien St. Louis Jimmy Oden.
Il commence à enregistrer dans les années 1920, et signe avec plusieurs maisons de disques, sous différents noms comme 
"Easy Papa Johnson", "Dobby Bragg", et "Willie Kelly".
Il déménage ensuite à Chicago avec Oden et connait sa première période de célébrité en signant chez Decca en 1935.
En 1943, il signe chez Bluebird Records et enregistre avec "The Honeydrippers".
Roosevelt Sykes a eu une longue carrière et a créé beaucoup de standards de danse, comme "44 Blues", "Night Train" ou "Peeping Tom". Il continue d'enregistrer jusque dans les années 1970. Il termine sa vie à La Nouvelle-Orléans.
Il a eu une grande influence sur Memphis Slim.